# Стрелецкая Слобода (Брянская область)
Стрелецкая Слобода — деревня в Севском районе Брянской области в составе Севского городского поселения.

## География
Находится в юго-восточной части Брянской области у северной окраины районного центра города Севск.

## История
Возникла в 1780-х годах. Ранее у Севска имелась одноимённая слобода, вошедшая в черту города. В 1866 году учтено было здесь 106 дворов. На карте 1941 года отмечена была как поселение с 313 дворами.

## Население
Численность населения: 630 человек (1866 год), 1463 человека (1926 год), 395 (русские 97 %) в 2002 году, 368 в 2010.